# オリフラム

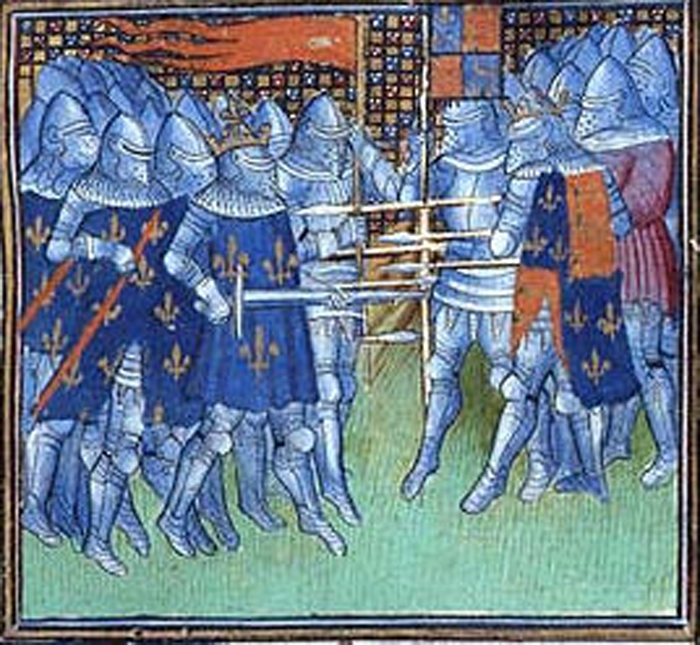
ポワティエの戦い 1356. 絵の左上にオリフラムが見られる

オリフラム (仏: Oriflamme) は、中世フランス王国の王旗（軍旗）で語源はラテン語の"Aurea flamma"「黄金の炎」に由来する。 元は、聖ドニないし、サン＝ドニ大聖堂の旗であり、宗教的な「聖なる旗」の意味合いも兼ねる 。
中世ヨーロッパでは、様々な小国家(侯国や公国のような)が独立、臣従しては取り込まれたり、滅亡したりなどするような駆け引きや寝返り、小規模から大規模な紛争や非公式な戦闘が多数ある中、フランス王国が国家を挙げ、王の名のもとにの戦争をするときに使用された。 オリフラムが掲げられた戦場(特に百年戦争中)では、一切の捕虜を許さず、オリフラムが下げられるまでその効力が続いたと言い、国を挙げての無慈悲な覚悟の現れは、フランス軍を鼓舞し、おおいに士気を高めたという   また、自軍の士気だけではなく、敵軍の士気を下げる効果もあり、古くからヨーロッパの大国であったフランス王国を敵に回し、一切の容赦、恩赦が与えられないという事実を突きつける恐怖の対象でもあった。とりわけ、通常なら捕虜にされた場合、身代金で釈放されるという手立てがあった王公貴族にとっては、捕虜が一切許されないという事実は一般の兵より更なる恐怖の対象であった。
フランス語では、「オリフラム」という用語は、オリジナルの形式に関連して、先のとがった端を持つバナーを意味するようになる。

## 伝説の起源
歴史的に王の旗として、初めてオリフラムが言及されたのは11世紀の古フランス語叙事詩（武勲詩)シャンソン・デ・ローラン(Chanson de Roland:仏) (vv. 3093-5)である 　最初の呼び名はロメイン(Romaine)で、その後、モンジョワエ(Montjoie)と名を変える。伝記によれば、カール大帝(シャルルマーニュ、Charlemagne:仏)が黄金のランスを持った騎士がサラセンを聖地から焼き尽くし追放するという預言に基づき、聖地に持参したとされる これは当時、騎士や王公貴族が馬に乗って戦うこと、ランスが馬上槍であること、そして騎兵の存在がフランク王国/中世フランス王国にとって、戦場での、ないし、戦場でなくても彼らの存在意義そのもののちからと尊厳の象徴であることから、ランスの存在が重要であったことがうかがえる  また、その旗よりランスの方が重要性が高いことを踏まえると、旗自体は専らランスの飾りであり、「オリフラムの旗そのもの」ではなく、「オリフラムを携えたランス」に特別性があった。故に、「オリフラムの旗そのもの」が重要となるのは、時代と共に騎兵以外に戦場での雌雄を決する戦法が数多く増え、ランスの象徴性が薄まることで、旗そのものの意味合いが強まる後の時代のことと考えられている。

## 歴史
オリフラムは1124年にルイ6世によって最初に使用され、1415年にアジャンクールでの戦いで最後になるが、そのバージョンは18世紀までサンドニ修道院に残っていた。 
ルイ6世は、以前の聖マーティンの旗を、聖デニスの墓の周りに浮かび、ダゴベルト王によって修道院に与えられたと言われている聖デニス修道院のオリフラムに置き換えた。12世紀まで、旗手はコンテドベクシンである。サンドニに誓ったように、修道院の一時的な擁護者で、ヴェクサンを買収したルイ6世は旗手になるが戦争が始まるとすぐにルイ6世は聖デニスで聖体拝領を受け取り、聖人の墓から標準を取り、それを戦闘に持ち込んだ。
オリフラムとは別に、15世紀までは「青地に黄金の百合=フルール・ド・リス」というデザインの「聖マルタン(マルタン=テュール)の旗」が「王家への忠誠、もしくは王家そのもの」を示す旗であった。一方、オリフラムの宗教的な「聖ドニの旗」という意味合いは薄れつつも、微かに残りながら、主に「フランスの王家による怒り/戦争」の意味合いが増していった。聖マルタンの旗、オリフラム、両旗はジャンヌダルクが考案、使用した「白地に百合(正確にはアヤメかアイリス)の花=前述の聖マルタンとは別のフルール・ド・リス」に取って代わられる形で無くなり、意味合いもこの一つの旗に統合された。
こんにちのフランス語において、オリフラムという言葉は元の意味に基づきながらも、元のオリフラムのデザインでないものも含め「終わりを示す旗/印/兆候」という意味で使われることもある。